# Chris Duarte
Christopher Theoret Duarte, detto Chris (San Felipe de Puerto Plata, 13 giugno 1997), è un cestista dominicano.
Ha giocato a basket al college per i Northwest Florida State Raiders e gli Oregon Ducks. A Northwest Florida State è stato nominato giocatore dell'anno NABC NJCAA nel 2019, mentre a Oregon ha ricevuto il Jerry West Award 2021 come migliore guardia tiratrice collegiale della nazione.

## Carriera

### Inizi e high school
Duarte nasce e cresce a Puerto Plata, nella Repubblica Dominicana. Si trasferisce con la sua famiglia a New York per giocare i suoi ultimi due anni di basket al liceo alla Redemption Christian Academy di Troy. Partecipa anche al Jordan Brand Classic Regional Game del 2017. Classificato come il quinto miglior giocatore dello stato di New York da 247Sports, Duarte si impegna inizialmente a giocare a basket collegiale per Western Kentucky, preferendo poi successivamente Northwest Florida State College.

### NCAA

#### Northwest Florida State
Nella sua stagione da matricola per Northwest Florida State College, Duarte mantiene una media di 12,1 punti, 6,7 rimbalzi e due palle rubate in 23,3 minuti a partita, venendo incluso nel primo quintetto della Panhandle Conference e aiutando la sua squadra a raggiungere il turno Elite Eight del campionato NJCAA di Division I. Il 20 settembre 2018 annuncia la decisione di continuare la sua carriera con Oregon al termine della sua stagione da sophomore.
Come sophomore, Duarte tiene una media di 19 punti, 7,1 rimbalzi e 2,5 assist a partita, aiutando la sua squadra a tornare all'Elite Eight round del Torneo NJCAA Division I. Duarte viene premiato come NABC NJCAA Player of the Year e viene incluso nel primo quintetto All-American della NJCAA di Division I. Duarte viene anche nominato Panhandle Player of the Year sia dal voto dei media che degli allenatori.

#### Oregon
Duarte debutta con Oregon il 5 novembre 2019 contro Fresno State, chiudendo con 16 punti nella vittoria per 71 a 57 della sua squadra. Il 29 dicembre, Duarte mette a segno un season-high junior di 31 punti, tirando 12-of-15 dal campo e 6 su 9 da tre punti, aggiungendoci anche sei assist e cinque rimbalzi in una vittoria 98-59 su Alabama State. Il giorno dopo viene nominato giocatore della settimana della Pac-12. Il 23 gennaio 2020, Duarte fa registrare 30 punti, 11 rimbalzi e otto rubate in una vittoria per 79-70 su USC, stabilendo il record della Matthew Knight Arena per palle rubate in una singola partita e diventando il primo giocatore di Division I con almeno 30 punti, 11 rimbalzi e otto rubate da Alvin Young di Niagara nel 1999. Duarte viene successivamente nominato per la seconda volta Pac-12 Player of the Week e United States Basketball Writers Association (USBWA) National Player of the Week. Finisce la stagione con una media di 12,9 punti, 5,6 rimbalzi e 1,7 rubate a partita, raccogliendo sia la menzione d'onore per il quintetto All-Pac-12 che la menzione d'onore per il quintetto Pac-12 All-Defense.
Durante la stagione 2020-21, Duarte guida i Ducks ad un'apparizione nelle Sweet Sixteen del Torneo di basket di Divisione I maschile NCAA. Il 3 aprile 2021, Duarte vince il Jerry West Award come miglior guardia tiratrice del basket collegiale maschile. Duarte viene inoltre premiato come AP Pac-12 Player of the Year e AP Third Team All-American.
Il 29 marzo 2021, il capo allenatore dell'Oregon Dana Altman indice in una conferenza stampa che Duarte si sarebbe reso eleggibile per il Draft NBA 2021.

### Indiana Pacers (2021-2023)
Duarte è stato selezionato con la 13ª scelta assoluta nel Draft NBA 2021 dagli Indiana Pacers. Il 4 agosto firma con i Pacers. Il 9 agosto esordisce nella NBA Summer League 2021 in una sconfitta per 94-86 contro i New York Knicks, in cui mette a segno 14 punti, tre assist, due stoppate, due palle rubate e due rimbalzi. Il 20 ottobre ha esordito in NBA realizzando 27 punti (con 6 tiri da 3) nella sconfitta per 123-122 contro gli Charlotte Hornets, diventando il rookie ad avere realizzato più punti e più triple all'esordio nella storia dei Pacers.

### Sacramento Kings (2023-)
Durante la free agency viene scambiato ai Sacramento Kings in cambio di due secondo scelte al draft 2028 e 2030.

## Statistiche

### NCAA
| Anno      | Squadra      | PG | PT | MP   | TC%  | 3P%  | TL%  | RP  | AP  | PRP | SP  | PP   |
| --------- | ------------ | -- | -- | ---- | ---- | ---- | ---- | --- | --- | --- | --- | ---- |
| 2019-2020 | Oregon Ducks | 28 | 28 | 30,2 | 41,4 | 33,6 | 79,5 | 5,6 | 1,6 | 1,7 | 0,5 | 12,9 |
| 2020-2021 | Oregon Ducks | 26 | 26 | 34,1 | 53,2 | 42,4 | 81,0 | 4,6 | 2,7 | 1,9 | 0,8 | 17,1 |
| Carriera  | Carriera     | 54 | 54 | 32,1 | 47,3 | 38,0 | 80,3 | 5,1 | 2,1 | 1,8 | 0,7 | 14,9 |

#### Massimi in carriera
- Massimo di punti: 31 vs Alabama State (29 dicembre 2019)[9]
- Massimo di rimbalzi: 11 vs Southern California (23 gennaio 2020)
- Massimo di assist: 7 (2 volte)
- Massimo di palle rubate: 8 vs Southern California (23 gennaio 2020)
- Massimo di stoppate: 3 (2 volte)
- Massimo di minuti giocati: 46 vs Southern California (23 gennaio 2020)

### NBA

#### Regular Season
| Anno      | Squadra          | PG  | PT | MP   | TC%  | 3P%  | TL%  | RP  | AP  | PRP | SP  | PP   |
| --------- | ---------------- | --- | -- | ---- | ---- | ---- | ---- | --- | --- | --- | --- | ---- |
| 2021-2022 | Indiana Pacers   | 55  | 39 | 28,0 | 43,2 | 36,9 | 80,4 | 4,1 | 2,1 | 1,0 | 0,2 | 13,1 |
| 2022-2023 | Indiana Pacers   | 46  | 12 | 19,5 | 36,9 | 31,6 | 84,7 | 2,5 | 1,4 | 0,5 | 0,2 | 7,9  |
| 2023-2024 | Sacramento Kings | 59  | 11 | 12,2 | 38,1 | 34,6 | 78,8 | 1,8 | 0,7 | 0,5 | 0,1 | 3,9  |
| 2024-2025 | Chicago Bulls    | 17  | 0  | 4,4  | 46,2 | 40,0 | 75,0 | 1,2 | 0,5 | 0,0 | 0,0 | 2,1  |
| Carriera  | Carriera         | 177 | 62 | 18,3 | 40,6 | 34,9 | 81,3 | 2,6 | 1,3 | 0,6 | 0,2 | 7,6  |

#### Massimi in carriera
- Massimo di punti: 30 vs Brooklyn Nets (31 ottobre 2020)[10]
- Massimo di rimbalzi: 9 (3 volte)
- Massimo di assist: 6 (4 volte)
- Massimo di palle rubate: 6 vs Orlando Magic (25 gennaio 2023)
- Massimo di stoppate: 2 vs Memphis Grizzlies (29 gennaio 2023)
- Massimo di minuti giocati: 45 vs Washington Wizards (22 ottobre 2021)

### G League
| Anno      | Squadra       | PG | PT | MP   | TC%  | 3P%  | TL% | RP  | AP  | PRP | SP  | PP   |
| --------- | ------------- | -- | -- | ---- | ---- | ---- | --- | --- | --- | --- | --- | ---- |
| 2022-2023 | F.W. Mad Ants | 2  | 2  | 27,8 | 39,3 | 29,4 | 100 | 4,0 | 2,5 | 1,5 | 0,0 | 17,5 |
| Carriera  | Carriera      | 2  | 2  | 27,8 | 39,3 | 29,4 | 100 | 4,0 | 2,5 | 1,5 | 0,0 | 17,5 |

## Palmarès

### Individuale

#### NCJAA
- All-Panhandle Conference First Team (2018, 2019)
- NABC NCJAA Player of the Year (2019)
- All-American First Team (2019)
- Panhandle Conference Player of the Year (2019)

#### NCAA
- All-Pac-12 Honorable Mention (2020)
- Pac-12 All-Defensive Team Honorable Mention (2020)
- Associated Press All-American Third Team (2021)
- USBWA All-American Third Team (2021)
- Jerry West Award (2021)
- Pac-12 Player of the Year (2021)
- All-Pac-12 First Team (2021)
- Pac-12 All-Defensive Team (2021)

#### NBA
NBA All-Rookie Second Team (2022)

## Record

### NCAA
- Primo giocatore di Division I dal 1999 (quando ci riuscì Alvin Young) a chiudere una partita con almeno 30 punti, 11 rimbalzi e 8 palle rubate.